# Martin Hultman (forskare)
Martin Hultman, född 1976, är en svensk docent vid institutionen för teknikens ekonomi och organisation (TME) vid Chalmers tekniska högskola. Han har blivit uppmärksammad för att anlägga ett genusperspektiv på attityder till klimatforskning.

## Biografi
Hultman disputerade 2010 på avhandlingen Full gas mot en (o)hållbar framtid – förväntningar på bränsleceller och vätgas 1978–2005 i relation till svensk energi- och miljöpolitik, där han undersökte hur bränsleceller och vätgas under olika tidpunkter beskrivits som delar i ett framtida energisystem under perioden 1978–2005. I undersökningen beskrevs vilka aktörer som beskrev tekniken, på vilket sätt tekniken konstruerades samt hur dessa förflyttades och förändrades under olika tidsperioder. Det diskuterades hur tekniska, ekonomiska, miljörelaterade och säkerhetsmässiga förväntningar skapades med hjälp av starka metaforer som vatten, vägkartan och marknaden, och hur vätgasekonomin blev en ekologiskt modern utopi.
Sedan 2018 är Hultman ledare för ett globalt forskarnätverk om klimatförnekelse CEFORCED (Centre for Studies of Climate Change Denialism). Nätverket ska bland annat jämföra hur klimatförnekelse ser ut i olika länder, samt undersöka olika aspekter och normer i samhället som försvårar acceptans av klimatvetenskapens slutsatser.
Hultmans vetenskapliga publicering har (2023) enligt Google Scholar drygt 1700 citeringar och ett h-index på 20.